# مولانا: دیروز تا امروز، شرق تا غرب
مولانا: دیروز تا امروز، شرق تا غرب اثری از فرانکلین لوئیس دربارهٔ زندگانی مولوی است.

## نقد
کتاب بازخوردهای کاملاً مثبتی از سوی پژوهشگران گرفته است. جاوید مجددی مطالب کتاب را آنقدر گسترده دانسته که می‌توان به چهار کتاب کوچکتر تقسیمش کرد: تذکره‌نویسی دربارهٔ مولوی، میراث ادبی مولوی، تأثیر مولوی بر تصوف در خاورمیانه، و مولوی‌شناسی در غرب؛ بنابراین محتوای کتاب را متناسب با عنوانش دانسته و آن را مرجعی قابل اتکا برای پژوهش‌های مولوی‌شناسی در دهه‌های آتی توصیف می‌کند. مجددی می‌نویسد لوئیس قصد نداشته حرف تازه یا نظریهٔ جدیدی را دربارهٔ مولوی مطرح کند بلکه تلاشش بیشتر معطوف به گردآوری همهٔ اطلاعات پیشتر موجود بوده که به‌خوبی از پس آن برآمده است.
لوئیس در استفاده از تذکره‌های موجود (ابتدانامه سلطان ولد، مناقب‌العارفین افلاکی، رساله سپهسالار و . . .) رویکردی محتاطانه را پیش گرفته و تناقضات درونی و ناهماهنگی‌های منطقی آن‌ها را آشکار کرده و خطر استفادهٔ سهل‌گیرانه از آن‌ها را گوشزد کرده است. مجددی این رویکرد لوئیس را اقدامی مهم و مؤثر خوانده و مولوی‌پژوهان پیشین را به خوش‌باوری متهم کرده است.
در بخش دوم کتاب «افسانه‌ها و باورهای عامیانه دربارهٔ مولوی» به بحث گذاشته می‌شود و از تصویرپردازی‌های رایج شراب و عشق مولوی به شمس تبریزی پرده برمی‌دارد که برای خوانندگان ناآشنا به ادبیات فارسی بسیار جالب و سودمند است. در ادامه وزن شعر در فارسی و میراث ادبی مولوی شرح داده می‌شود. بخش سوم کتاب که راجع به آثار مولوی است، تنها به معرفی اجمالی آثار نپرداخته بلکه لوئیس ۵۰ شعر مولوی عمدتاً از دیوان شمس را نیز به انگلیسی ترجمه کرده است. لوئیس سعی کرده علاوه بر وفاداری به شعر اصلی، برخی فنون شعری را نیز حفظ کند که در این مهم نیز به عقیدهٔ مجددی موفق بوده است.